# Costanzo Angelini
Pour les articles homonymes, voir Angelini.
Costanzo Angelini, né le 22 octobre 1760 à Santa Giusta, et mort le 22 juin 1853 à Naples, est un peintre, graveur et écrivain italien.
Artiste néoclassique, il a vécu en permanence à Naples à partir de 1790. C'était un peintre de cour. À partir de 1813, il est surintendant du musée archéologique national de Naples. Il était considéré comme l'un des meilleurs portraitistes italiens du début du XIXe siècle.

## Biographie
Costanzo Angelini est né le 22 octobre 1760 à Santa Giusta, (une frazione d'Amatrice à l'époque dans la province de L'Aquila), de Francesco et Francesca de Laurentis. Installé à Rome dès son plus jeune âge pour étudier la littérature, il se consacre à la peinture en fréquentant l'atelier de Marco Caprinozzi, élève de Pietro Bianchi, de l'école Carracci. Plus tard, il fréquente l'Académie de Saint-Luc et est disciple de Domenico Corvi.
En 1790, il s'installe à Naples où il épouse Mariangela Rega et a six enfants, dont Tito Angelini. Il est chargé de concevoir les vases grecs de la collection du ministre anglais Sir William Hamilton, chez Ferdinand IV de Bourbon ; plus tard, le marquis de Vivenzio le chargea de concevoir sa riche collection de vases, mais il ne put remplir cet engagement en raison des soulèvements de 1799. Il a d'abord enseigné à l'Académie de Dessin, à la Manifattura a San Carlo alle Mortelle, puis à la Real Fabbrica della Porcellana à Capodimonte. En 1808, il est nommé auditeur de l'Imprimerie Royale et trésorier de l'École de Dessin ; dans les deux années suivantes, il est nommé professeur de l'École de Dessin à l'Académie royale des Beaux-Arts. En 1812, il est nommé directeur de l'école de gravure. Il se consacre intensément à l'enseignement de la littérature, inspiré principalement par l'esthétique néoclassique. Il est devenu une figure clé dans l'éducation des jeunes artistes du Sud. Parmi ses élèves, on compte les peintres Filippo Balbi, Domenico Caldara, Federico Maldarelli, Giuseppe Mancinelli, Vincenzo Marinelli, Vincenzo Morani et Floriano Pietrocola. À partir de 1813, il fut surintendant de la restauration des peintures du musée Bourbon. Il mourut à Naples le 22 juin 1853 à l'âge de quatre-vingt-treize ans, fut inhumé dans l'église de l'Arche du Siège de Porto.

## Œuvres

### Peinture
- 1796 - Ritratto di gentiluomo, Naples, musée de la villa Livia
- 1801 - Ritratto del fratello Loreto e autoritratto, Naples, Pinacoteca di Belle Arti di Napoli
- Il Ritratto della moglie del glittico F. Rega, Caterina Rega (Naples, Collezione Rega)
- Portrait de Marie-Caroline d'Autriche, Naples, musée San Martino
- Portrait de Niccola Zingarelli, Naples, musée San Martino
- Portrait de Carolina Murat, Naples, musée San Martino
- Portrait de Filippo Tagliolini, Naples, musée San Martino
- 1809-Portrait de Joseph Bonaparte, Caserte, palais de Caserte
- Portrait de Giuseppe Piazzi, Naples, observatoire astronomique de Capodimonte
- Portrait de Horatio Nelson[4]
- Assomption[4]
- Portrait d'Angelo Maria Ricci
- Portrait du prince d'Avella
- Portrait de Melchiorre Delfico (it)
- Portrait du marquis Venuti
- Portrait de Nicolò Zingarelli
- Portrait de Bruno Amantea
- Portrait du duc de Carigliano

### Dessin
- 1813 battaglia di Abukir (Naples, musée de Capodimonte)

### Publication
- Costanzo Angelini, Alcune idee di Costanzo Angelini per promuovere le arti liberali, Naples, Francesco del Vecchio, 1820 (lire en ligne)
- Costanzo Angelini, Osservazioni sulle accademie pittoriche per rendersi utili, Naples, dalla Tipografia Cataneo del Reale Albergo dei Poveri, 1821 (lire en ligne)
- Costanzo Angelini, Sonetti, Naples, dalla Tipografia del Regio Incisore C. Cataneo Vico Colonne Cariati n. 22, 1827 (lire en ligne)
- Costanzo Angelini, Sonetti in onore del cavaliere Niccola Zingarelli, Naples, dalla Tipografia del Regio Incisore C. Cataneo Vico Colonne Cariati n. 22, 1827 (lire en ligne)
- Costanzo Angelini, La pittura : ottave, Naples, da tipi di Cataneo, 1829 (OCLC 864442062, lire en ligne)
- Francesco Alberi, Discorso sul disegno di Francesco Alberi pronunziato da lui medesimo, Naples, Cataneo, 1840 (lire en ligne)

## Galerie

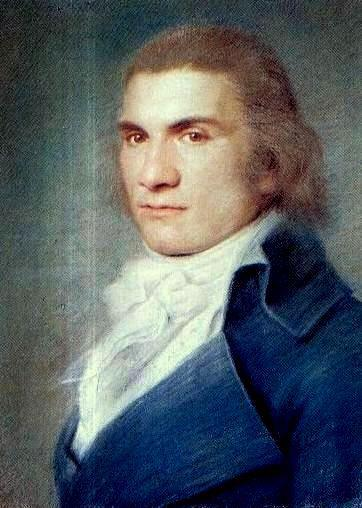
Ritratto del fratello Loreto
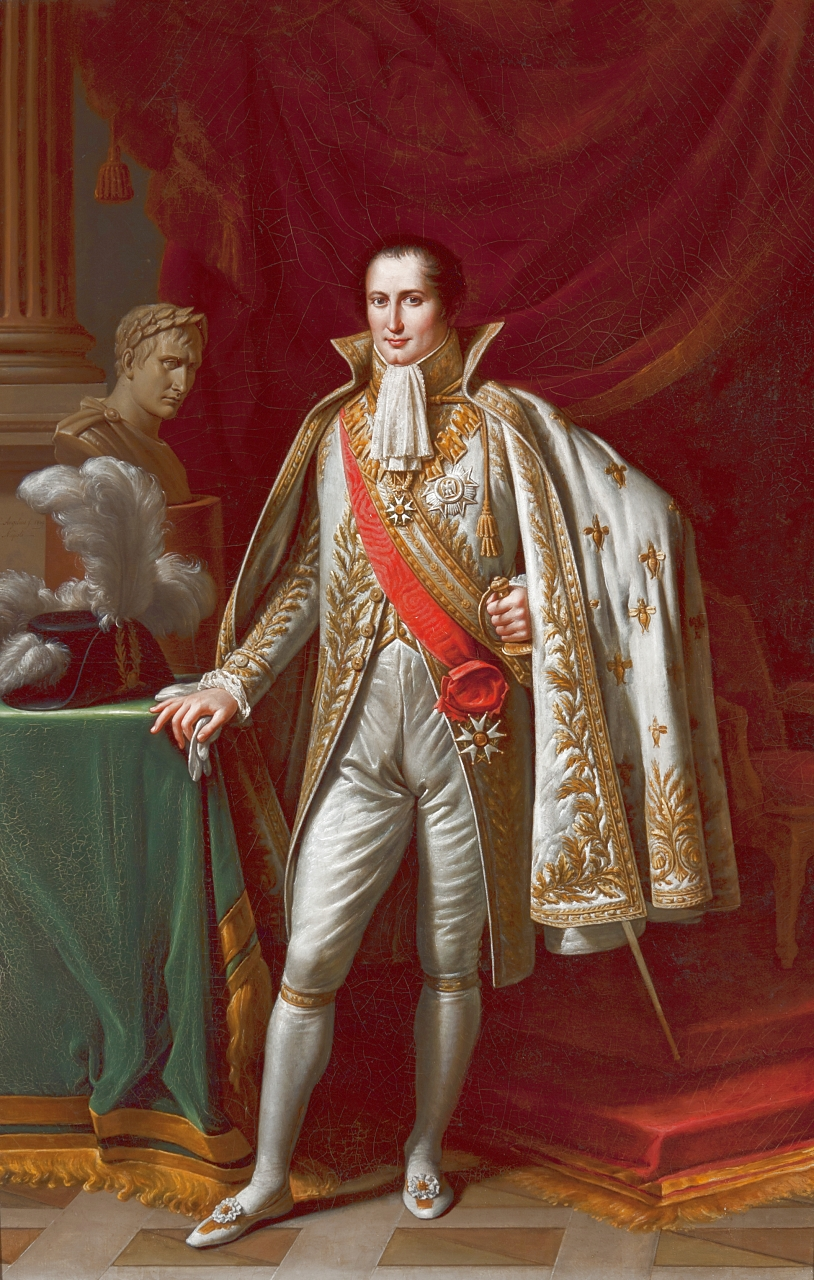
Joseph Bonaparte
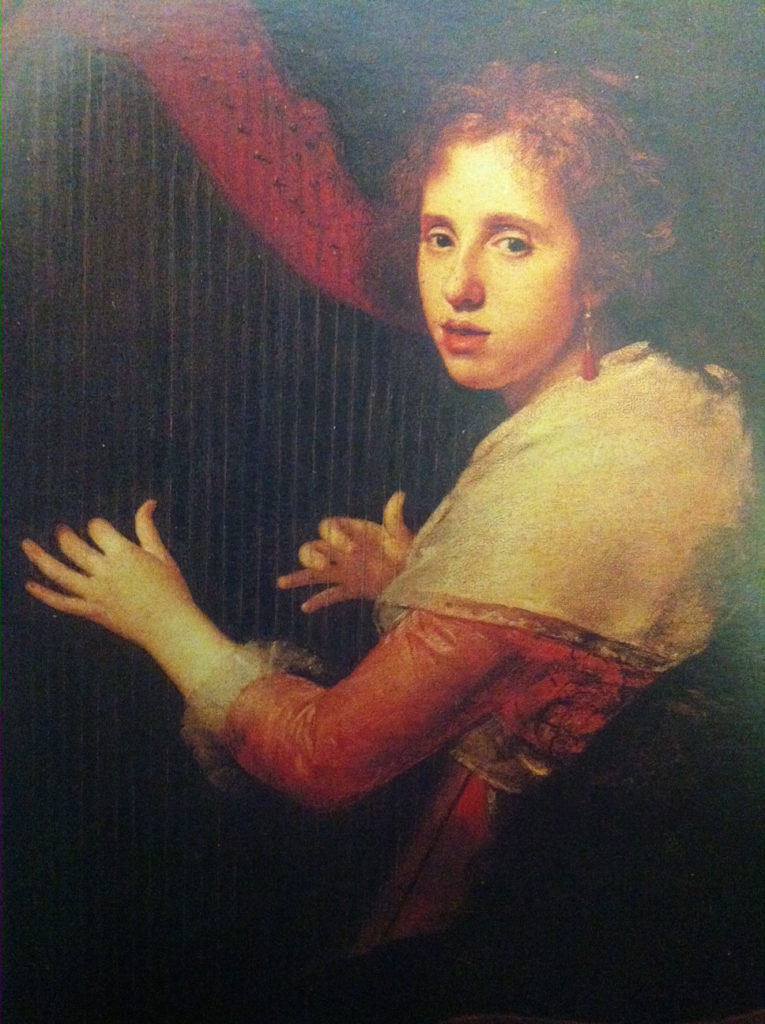
Caterina Rega
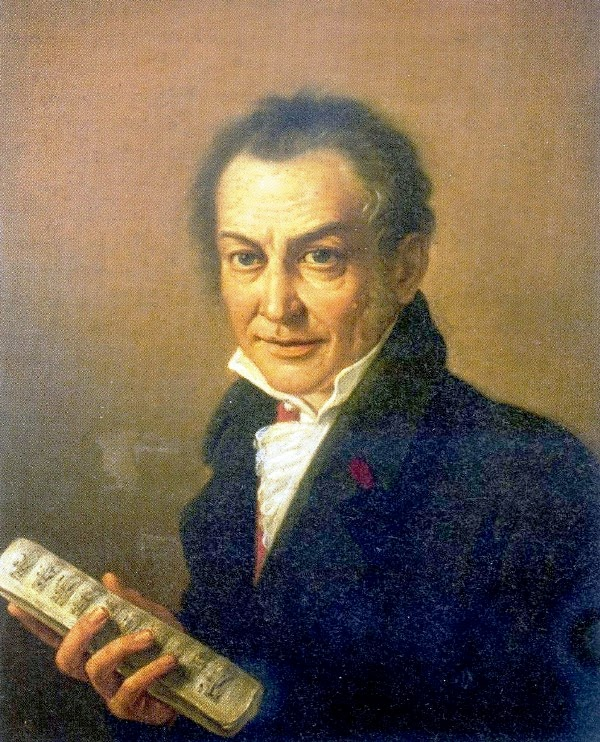
Niccola Zingarelli
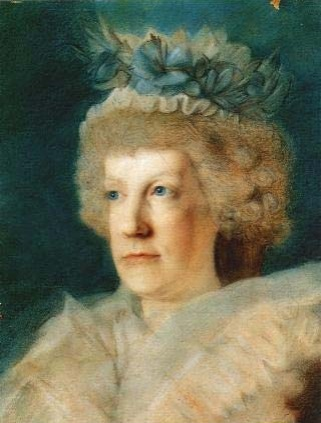
Marie-Caroline d'Autriche